# Beach volley ai XX Giochi dei piccoli stati d'Europa
Le competizioni di beach volley ai XX Giochi dei piccoli stati d'Europa si sono svolte dal 27 al 31 maggio 2025.

## Podi
| Evento           | Oro    | Argento     | Bronzo  |
| Torneo maschile  | Monaco | Cipro       | Andorra |
| Torneo femminile | Monaco | Lussemburgo | Andorra |

## Medagliere
| Pos.   | Paese       | Oro | Argento | Bronzo | Totale |
| ------ | ----------- | --- | ------- | ------ | ------ |
| 1      | Monaco      | 2   | 0       | 0      | 2      |
| 2      | Cipro       | 0   | 1       | 0      | 1      |
| 2      | Lussemburgo | 0   | 1       | 0      | 1      |
| 4      | Andorra     | 0   | 0       | 2      | 2      |
| Totale | Totale      | 2   | 2       | 2      | 6      |